# Медина, Кристиан
Кри́стиан Никола́с Меди́на (исп. Cristian Nicolás Medina; 1 июня 2002) — аргентинский футболист, полузащитник клуба «Бока Хуниорс».

## Клубная карьера
Уроженец Морено (провинция Буэнос-Айрес), Кристиан начал футбольную карьеру в молодёжной команде «Райо де Малавер», откуда перешёл в академию  «Бока Хуниорс» в ноябре 2012 года. В основном составе «сине-золотых» дебютировал 14 февраля 2021 года в матче Кубка профессиональной лиги против клуба «Химнасия и Эсгрима», выйдя на замену Леонардо Хара. 17 апреля 2021 года в матче против «Атлетико Тукуман» забил свой первый гол в составе «Бока Хуниорс» после передачи Карлоса Тевеса. 21 апреля 2021 года дебютировал в Кубке Либертадорес, выйдя в стартовом составе в матче против боливийского клуба «Стронгест».

## Карьера в сборной
В 2017 году в составе сборной Аргентины до 15 лет сыграл на чемпионате Южной Америки. Аргентинцы выиграли турнир.
В 2019 году в составе сборной Аргентины до 17 лет провёл семь матчей и забил 1 гол на юношеском чемпионате Южной Америки. Его сборная выиграла этот турнир и квалифицировалась на юношеский чемпионат мира, на котором Медина провёл три матча.

## Достижения
- Обладатель Кубка Аргентины: 2019/20
- Обладатель Кубка Профессиональной лиги Аргентины: 2020 (не играл)
- Победитель чемпионата Южной Америки (до 15 лет): 2017
- Победитель чемпионата Южной Америки (до 17 лет): 2019